# Fasterholt
Fasterholt is een plaats in de Deense regio Midden-Jutland, gemeente Herning, en telt 387 inwoners (2008).